# Пролећна изложба УЛУС-а (2015)
Пролећна изложба УЛУС-а (2015), одржана у периоду 26. марта до 20. априла 2015. године. Изложба је представљена у галеријском простору Удружења ликовних уметника Србије, односно у Уметничком павиљону "Цвијета Зузорић" у Београду.

## Уметнички савет УЛУС-а
- Милан Сташевић
- Иван Грачнер
- Ранка Лучић Јанковић
- Милош Ђорђевић
- Маја Бегановић
- Јулијана Протић

## Излагачи
1. Дејан Аксентијевић
2. Лидија Антанасијевић
3. Ђорђе Аралица
4. Братислав Башић
5. Милена Белензада
6. Наташа Будимлија
7. Габријела Булатовић
8. Снежана Влатковић
9. Зоран Вранешевић
10. Сузана Вучковић
11. Маја Гајић
12. Андрија Гвозденовић
13. Данијела Грачнер
14. Лазар Димитријевић
15. Јелица Дурковић
16. Олга Ђорђевић
17. Петар Ђуза
18. Јована Живчић
19. Александар Зарић
20. Милош Илић
21. Татјана Јанковић
22. Снежана Јовчић
23. Хамид Кабадаја
24. Горски Кабадаја
25. Бранимир Карановић
26. Иван Коцић
27. Зоран Кричка
28. Јелена Крстић
29. Јана Куваља
30. Радован Кузмановић
31. Шана Кулић
32. Младен Лазаревић
33. Милорад Лазић
34. Владимир Лалић
35. Светислав Лудошки
36. Јелена Меркур
37. Раде Марковић
38. Далибор Милојковић
39. Никола Милчев
40. Драган Момиров
41. Данијела Морариу
42. Доминика Морариу
43. Петар Мошић
44. Катарина Недељковић
45. Милош Ненадовић
46. Бранко Николов
47. Маша Пауновић
48. Маријана Поповић
49. Симонида Радоњић
50. Балша Рајчевић
51. Владимир Ранковић
52. Сања Сремац
53. Мирјана Стојковић Мит
54. Ђорђе Станојевић
55. Мирјана Томашевић
56. Миладин Стошић
57. Јелена Трајковић
58. Владимир Ћурчин
59. Ивана Флегар
60. Драган Цвеле Цветковић
61. Ана Церовић
62. Гордана Чекић